# Grigorowitsch M-24
Die Grigorowitsch M-24 (russisch Григорович М-24) war ein sowjetisches Flugboot in Doppeldecker-Bauweise aus den 1920er Jahren.

## Entwicklung
Dmitri Grigorowitsch, zu dieser Zeit im GAS Werk Nr. 3 „Roter Flieger“ in Petrograd tätig, begann mit den Entwicklungsarbeiten im April 1922, wobei er sich an seiner erfolgreichen M-9 orientierte. Im Gegensatz zu dieser erhielt die M-24 an beiden Tragflächen Querruder, auch wurden der Rumpf und die Flächen insgesamt verändert. Als Antrieb diente ein Renault-Motor mit 220 PS.
1923 führte die M-24 die Flugerprobung durch und wurde anschließend in einer Stückzahl von 40 Maschinen produziert, die ab April 1924 ausgeliefert wurden. Die Flugleistungen waren jedoch recht unbefriedigend, zudem beschwerten sich die Piloten und das Wartungspersonal über viele auftretende Defekte, so dass Grigorowitsch den Entwurf noch einmal überarbeitete. Es wurden einige konstruktive Detailverbesserungen vorgenommen und ein stärkerer Renault-Motor mit 260 PS eingebaut.
Die als M-24bis bezeichnete Maschine flog erstmals im Herbst 1924. Von ihr wurden 20 Exemplare gebaut, die bis 1926 bei der sowjetischen Marine als Küstenaufklärer eingesetzt wurden.
Die M-24 war das letzte von Grigorowitsch entworfene Flugboot; er wechselte schon während der Umkonstruktion zur M-24bis ins GAS-Werk Nr. 1, wo er unter anderem das Jagdflugzeug I-2 entwarf.

## Technische Daten
| Kenngröße             | Daten (M-24bis)                    |
| --------------------- | ---------------------------------- |
| Spannweite            | oben 15,90 m unten 13,50 m         |
| Länge                 | 9,00 m                             |
| Flügelfläche          | 55,00 m²                           |
| Leermasse             | 1200 kg                            |
| Startmasse            | 1700 kg                            |
| Flächenbelastung      | 31,00 kg/m²                        |
| Leistungsbelastung    | 6,6 kg/PS                          |
| Antrieb               | ein 8-Zylinder-V-Motor von Renault |
| Leistung              | 194 kW (260 PS)                    |
| Höchstgeschwindigkeit | 140 km/h                           |
| Gipfelhöhe            | 4000 m                             |
| Bewaffnung            | ein 7,62-mm-MG 100 kg Bomben       |
| Besatzung             | 2 (Flugzeugführer/Beobachter)      |